# Lac Matawin
Lac Matawin är en sjö i Kanada.   Den ligger i regionen Lanaudière och provinsen Québec, i den sydöstra delen av landet, 190 km nordost om huvudstaden Ottawa. Lac Matawin ligger 487 meter över havet. Arean är 3,1 kvadratkilometer. Den sträcker sig 2,5 kilometer i nord-sydlig riktning, och 3,0 kilometer i öst-västlig riktning.
I omgivningarna runt Lac Matawin växer i huvudsak blandskog. Trakten runt Lac Matawin är nära nog obefolkad, med mindre än två invånare per kvadratkilometer.